# Pematang Cengkring
Pematang Cengkring is een bestuurslaag in het regentschap Batu Bara van de provincie Noord-Sumatra, Indonesië. Pematang Cengkring telt 3489 inwoners (volkstelling 2010).